# Eupetomena
Eupetomena és un gènere d'ocells de la subfamília dels troquilins (Trochilinae) dins la família dels troquílids (Trochilidae).

## Taxonomia
Aquest gènere està format per dues espècies:
- Eupetomena macroura - colibrí cuaforcat.
- Eupetomena cirrochloris - colibrí tènue.